# Daniela Castro
Daniela Samantha Castro Rodríguez  (Mexikóváros, 1969. augusztus 17. –) mexikói színésznő,  énekesnő.

## Magánélete
1999-ben hozzáment Gustavo Díaz Ordaz-hoz akitől két lánya született: Daniela és Alexa. 2012-ben bejelentette, hogy ismét terhes és fiút vár. 2013. január 8-án adott életet fiának, aki a Gustavo Diaz Ordaz Castro nevet kapta.

## Filmográfia

### Telenovellák
- Cautiva por amor (2025) - Isabel Fuentes Mansilla
- Me declaro culpable (2017) - Roberta Monroy de Urzúa
- Lo que la vida me robó (Szerelem zálogba) (2013–2014) - Graciela Giacinti de Mendoza / Gaudencia Jiménez (Magyar hangja: Szórádi Erika)
- Una familia con suerte (2011–2012) - Josefina 'Pina' Arteaga de Irabién
- Mi Pecado (Az én bűnöm) (2009) - Rosario Pedraza de Córdoba (Magyar hangja: Szórádi Erika)
- Pasión (2007–2008) - María Lissabeta Lafont de Salamanca
- El noveno mandamiento (2001) - Isabel Durán/Ana Jiménez
- Desencuentro (1997) - Victoria San Román Jiménez
- Cañaveral de pasiones (1996) - Julia Santos Faberman
- Triángulo (1992) - Sara
- Cadenas de amargura (1991) - Cecilia Vizcaíno Robles
- Balada por un amor (1990) - Simona Portugal
- Días sin luna 1990) - Lorena Parlange
- Mi segunda madre (1989) - Mónica Méndez
- Nuevo amanecer (1988) - Patricia

### Filmek
- Sueño y realidad (1993)
- Infamia (1990)
- Viaje directo al Infierno (1989)

### Sorozat
- Mujeres asesinas 2 - Rosa Domínguez

## Színház
- Mujeres Juntas ni difuntas (2008)
- Jesucristo Superstar (1996)